# 신광면 (포항시)
신광면(神光面)은 대한민국 경상북도 포항시 북구의 면이다.

## 개요
신광의 지명유래는 신라 제26대 진평왕이 법광사에서 하룻밤을 묵게 되었는데 그날밤 비학산에서 밝은 빛 줄기가 찬란 하게 뻗어 나오는 것을 왕이 보고 “신령스러운 빛이 나오니 이 지역을 신광(神光)이라 부르는 것이 좋겠다”하여 그때부터 신광이라 부르게 되었다고 한다. 신광면은 태백산 종단부에 위치하며 해발 762m의 비학산과 더불어 용연저수지(호리못), 반곡저수지 등 호수가 많으며, 여기서 발견된 《영일냉수리신라비》는 현존하는 최고의 신라비로 국보 제264호로 지정되어 있으며, 냉수리고분과 법광사지 등의 관광지가 있다.

## 역사
- 본래 신라의 동잉음현(東仍音縣)이었다.
- 757년 신광현(神光縣)으로 개칭하고 의창군의 영현이 되었다.
- 1018년 경주의 속현이 되었다.
- 이후 주현으로 승격되지 못하고 조선 후기에 신광면이 되었다.
- 1906년 경주군 신광면이 흥해군에 편입되어 흥해군 신광면이 되었다.
- 1914년 흥해군이 폐지되면서 영일군 신광면이 되고 24개동리를 13개동으로 개편하였다.
- 1988년 5월 7일 동을 리로 개정하였다.
- 1990년 1월 16일 호리리(虎里里)를 호리(虎里)로 개칭하였다.
- 1995년 1월 1일 영일군이 포항시에 합병되면서 포항시 북구 신광면이 되었다.

## 행정 구역
- 기일리(基日里)
- 냉수리(冷水里)
- 마북리(馬北里)
- 만석리(萬石里)
- 반곡리(盤谷里)
- 상읍리(上邑里)
- 사정리(士亭里)
- 안덕리(安德里)
- 우각리(牛角里)
- 죽성리(竹城里)
- 토성리(土城里): 신광면 행정복지센터 소재지
- 호리(虎里)
- 흥곡리(興谷里)

## 교육 기관
| 학교명       | 소재지                         | 비고 |
| ------------ | ------------------------------ | ---- |
| 신광중학교   | 북구 신광면 토성길151번길 19-2 |      |
| 신광초등학교 | 북구 신광면 토성길 31          |      |

## 공공 기관
| 기관명                    | 소재지                        | 비고 |
| ------------------------- | ----------------------------- | ---- |
| 농업기술센터 신광면상담소 | 북구 신광면 토성길25번길 10-5 |      |
| 신광면예비군중대          | 북구 신광면 토성길25번길 24   |      |
| 신광파출소                | 북구 신광면 토성길 15         |      |

## 금융 기관
| 기관명         | 소재지                  | 비고 |
| -------------- | ----------------------- | ---- |
| 신광새마을금고 | 북구 신광면 토성길 28-1 |      |
| 신광우체국     | 북구 신광면 토성길 19   |      |
| 신광농협       | 북구 신광면 토성길 42   |      |

## 의료 기관
| 기관명         | 소재지                         | 비고 |
| -------------- | ------------------------------ | ---- |
| 냉수보건진료소 | 북구 신광면 비학로438번길 2-14 |      |
| 만석보건진료소 | 북구 신광면 비학로1242번길 3   |      |
| 신광보건지소   | 북구 신광면 토성길37번길 13    |      |

## 간선 도로
| 구분 | 도로 이름                                                                               |
| ---- | --------------------------------------------------------------------------------------- |
| 로   | 비학로 (국가지원지방도 제68호선), 도음로, 신흥로                                        |
| 길   | 기반길 마북길, 사정길, 사정안길, 상읍길, 안덕길, 우각길, 죽성길, 토성길, 호리길, 흥곡길 |